# Elengy
Elengy est une filiale de GRTgaz (devenu NaTran en janvier 2025) qui exploite les terminaux méthaniers français,,.

## Installations industrielles
Elengy possède et exploite le terminal méthanier de Montoir-de-Bretagne ainsi que le terminal de Fos-Tonkin. Elengy exploite également le terminal de Fos-Cavaou, propriété de Fosmax LNG,,.

## Projets
Elengy a lancé en avril 2011 deux consultations auprès du marché concernant ses deux terminaux :
- le 4 avril 2011 : consultation auprès du marché en vue d'étendre la durée de vie du terminal méthanier de Fos-Tonkin.
- le 27 avril 2011 : consultation auprès du marché en vue d'étendre les capacités du terminal méthanier de Montoir-de-Bretagne.